# Hansjörg Aemisegger
Hansjörg Aemisegger,né le 18 février 1952 à Winterthour et mort le 17 janvier 2025, est un coureur cycliste suisse. Professionnel entre 1977 et 1980, il a été  champion de Suisse sur route en 1979. Il a auparavant participé à la course sur route des Jeux olympiques de 1976, à Montréal.

## Palmarès
- 1975
  - 6e étape du Tour de Navarre
  - 2e du Tour du lac Léman
- 1976
  - Tour du lac Léman
  - 2e du Tour du Stausee
  - 2e du Tour de Berlin
- 1979
  -  Champion de Suisse sur route

## Résultats sur les grands tours

### Tour d'Italie
- 1979 : abandon